# جون دالي (لاعب غولف)
جون دالي (بالإنجليزية: John Daly)‏ هو لاعب غولف أمريكي، ولد في 28 أبريل 1966 في Carmichael, California ‏ في الولايات المتحدة.

## وصلات خارجية
- الموقع الرسمي
- جون دالي على موقع رابطة لاعبي الغولف المحترفين (الإنجليزية)
- جون دالي على موقع رابطة أوروبا للاعبي الغولف المحترفين (الإنجليزية)
- جون دالي على موقع رابطة اليابان للاعبي الغولف المحترفين (الإنجليزية)
- جون دالي على موقع التصنيف العالمي الرسمي للغولف (الإنجليزية)
- جون دالي على موقع الموسوعة البريطانية (الإنجليزية)
- جون دالي على موقع ميوزك برينز (الإنجليزية)
- جون دالي على موقع إن إن دي بي (الإنجليزية)